# HD 88955
HD 88955 (q Vel / HR 4023) també conegut com a q Velorum, és un estel en la constel·lació de Vela de magnitud aparent +3,84. No ha de ser confosa amb Q Velorum (HD 88206).
Situada a 103 anys llum de distància del sistema solar, q Velorum és un estel blanc de la seqüència principal de tipus espectral A2V. Té una temperatura superficial de 8707 K i un radi 2,2 vegades més gran que el del Sol. Rota amb una velocitat projectada —valor mínim que depèn de la inclinació del seu eix de rotació— de 103 km/s. La seva lluminositat és 22 vegades superior a la lluminositat solar. Les seves característiques físiques són molt semblants a les d'Alfa de la Corona Austral (α Coronae Australis) o ι Delphini, sent la seva massa 2,2 vegades major que la del Sol. La seva edat s'estima en 300 milions d'anys.
A diferència d'alguns estels de tipus A, q Velorum no és un estel químicament peculiar i mostra una metal·licitat —abundància relativa d'elements més pesats que l'heli— similar a la del Sol ([Fe/H] = +0,06). Els continguts de carboni, oxigen, silici i calci són igualment propers als solars, però aquesta semblança desapareix per a elements com a sodi, escandi, itri o estronci, molt més abundants en q Velorum. Per exemple, l'abundància relativa d'estronci és 4,5 vegades més elevada que en el Sol.